# Edward Joseph Weisenburger
Edward Joseph Weisenburger (Alton, 23 de dezembro de 1960) é prelado católico estadunidense, atual Arcebispo de Detroit desde 2025.

## Biografia

### Início da vida e educação
Edward Weisenburger nasceu em Alton, Illinois, em 23 de dezembro de 1960, filho de Edward John Weisenburger e Asella (Walters) Weisenburger. Weisenburger cresceu principalmente em Lawton, Oklahoma , onde frequentou a St. Barbara's Parish School. Ele se formou na Eisenhower High School em Lawton em 1979.
Weisenburger começou seus estudos no Conception Seminary College em Conception, Missouri, graduando-se com honras em 1983. Ele então frequentou o American College Seminary na Universidade Católica de Lovaina (KU Leuven), na Bélgica. Ele recebeu seus graus de Bacharel em Teologia e Mestre em Estudos Religiosos em 1986. Weisenburger recebeu seus graus de Mestre em Artes em Estudos Religiosos e Mestre em Ciências Morais e Religiosas em Leuven em 1987.

### Sacerdócio
Em 19 de dezembro de 1987, Weisenburger foi ordenado sacerdócio pela Arquidiocese de Oklahoma City na Catedral de Nossa Senhora do Perpétuo Socorro em Oklahoma City pelo Arcebispo Charles Salatka. Após sua ordenação, a arquidiocese designou Weisenburger para funções pastorais na Paróquia de Santa Maria em Ponca City, Oklahoma .
Weisenburger começou a estudar na Universidade Saint Paul em Ottawa em 1990, obtendo o título de Licenciado em Direito Canônico em 1992. Ele retornou a Oklahoma, Weisenburger foi nomeado vice-chanceler e vigário judicial adjunto da arquidiocese.
Weisenburger foi nomeado pastor da Paróquia da Santíssima Trindade em Okarche, Oklahoma, de 1995 a 2002. Em 1995, ele também começou 17 anos de serviço no conselho de padres e no colégio arquidiocesano de consultores. Após o Atentado de Oklahoma City em 19 de abril de 1995, Weisenburger se ofereceu como capelão no local para equipes de resgate. Em 1996, o arcebispo Eusebius J. Beltran nomeou Weisenburger como vigário geral da arquidiocese.
Em 2002, Weisenburger foi nomeado pastor e depois reitor da Paróquia Catedral de Nossa Senhora do Perpétuo Socorro.  Ele também foi promotor de justiça pela canonização do Reverendo Stanley Rother, um padre de Oklahoma assassinado em 1981 por um esquadrão da morte na Guatemala. Em 2 de outubro de 2009, Weisenburger foi nomeado prelado de honra com o título de monsenhor.

### Bispo de Salina

Brasão como Bispo de Salina

Weisenburger foi nomeado bispo de Salina por Papa Bento XVI em 6 de fevereiro de 2012. Ele foi consagrado pelo Arcebispo Joseph Naumann em 1º de maio de 2012, na Catedral do Sagrado Coração em Salina, com Beltran e o Arcebispo Paul Coakley atuando como co-consagradores.

### Bispo de Tucson

Brasão como Bispo de Tucson

Em 3 de outubro de 2017, Weisenburger foi nomeado o sétimo bispo de Tucson pelo Papa Francisco. Ele foi empossado em 29 de novembro de 2017.
Numa reunião da Conferência dos Bispos Católicos dos Estados Unidos, em 15 de junho de 2018, Weisenburger sugeriu que os agentes federais católicos que separassem crianças de pais imigrantes sem documentos, como parte da política da Administração Trump, deveriam ser privados da comunhão.
Em 19 de setembro de 2018, Weisenburger relatou que a diocese havia demitido dez funcionários nos últimos dez anos devido a acusações de má conduta sexual. Ele não forneceu detalhes sobre as demissões. Comentando sobre o relatório do grande júri da Pensilvânia de agosto de 2018 sobre abuso sexual por padres naquele estado, Weisenburger vinculou a chamada revolução sexual da década de 1960 a esses crimes:
“Seria demasiado simplista culpar um movimento cultural pelo que os indivíduos fizeram, mas também penso que seria irresponsável não reconhecer o seu papel.”
Em dezembro de 2020, as Dioceses de Tucson e a Arquidiocese de Los Angeles foram nomeadas em um processo federal de extorsão por dois indivíduos alegando abuso sexual de menores por quatro padres no Arizona. Weisenburger disse que a diocese notificou imediatamente a polícia sobre a alegação de Tucson, que eles se recusaram a investigar. Uma investigação externa não conseguiu determinar se as alegações eram confiáveis. Um terceiro indivíduo entrou no processo em 2021.

### Arcebispo de Detroit
Em 11 de fevereiro de 2025, Weisenburger foi nomeado arcebispo da Arquidiocese de Detroit, sucedendo Allen Henry Vigneron.